# Agalinis
Agalinis, biljni rod iz porodice volovotkovki raširen po Sjevernoj, Sarednjoj i Južnoj Americi. Postoje 64 priznate vrste, hemiparaziti koji su donedavno bili uključivani u porodicu strupnikovki (Scrophulariaceae).

## Vrste
1. Agalinis albida Britton & Pennell
2. Agalinis angustifolia (Mart.) D' Arcy
3. Agalinis aphylla (Nutt.) Raf.
4. Agalinis aspera (Douglas) Britton
5. Agalinis auriculata Blake
6. Agalinis bandeirensis Barringer
7. Agalinis bangii (Kuntze) Barringer
8. Agalinis brachyphylla (Cham. & Schltdl.) D' Arcy
9. Agalinis brevifolia (Rusby) S. Beck
10. Agalinis caddoensis Pennell
11. Agalinis calycina Pennell
12. Agalinis chaparensis Barringer
13. Agalinis communis (Cham. & Schltdl.) D' Arcy
14. Agalinis decemloba (Greene) Pennell
15. Agalinis densiflora Blake
16. Agalinis digitalis (Benth.) Barringer
17. Agalinis divaricata (Chapm.) Pennell
18. Agalinis edwardsiana Pennell
19. Agalinis fasciculata (Elliott) Raf.
20. Agalinis fiebrigii (Diels) D' Arcy
21. Agalinis filicaulis (Benth.) Pennell
22. Agalinis filifolia (Nutt.) Raf.
23. Agalinis flexicaulis Hays
24. Agalinis gattingeri (Small) Small
25. Agalinis genistifolia (Cham. & Schltdl.) D' Arcy
26. Agalinis georgiana (Boynton) Pennell
27. Agalinis glandulosa (G. M. Barroso) V. C. Souza
28. Agalinis gypsophila B. L. Turner
29. Agalinis harperi Pennell ex Small
30. Agalinis heterophylla (Nutt.) Small
31. Agalinis hispidula (Mart.) D' Arcy
32. Agalinis homalantha Pennell
33. Agalinis humilis (Diels) D' Arcy
34. Agalinis itambensis V. C. Souza & S. I. Elías
35. Agalinis kingsii Proctor
36. Agalinis lanceolata (Ruiz & Pav.) D' Arcy
37. Agalinis laxa Pennell
38. Agalinis linarioides (Cham. & Schltdl.) D' Arcy
39. Agalinis linifolia (Nutt.) Britton
40. Agalinis manglaris Franc. Gut. & Cast.-Campos
41. Agalinis maritima (Raf.) Raf.
42. Agalinis megalantha (Diels) D' Arcy
43. Agalinis meyeniana (Benth.) Barringer
44. Agalinis nana S. I. Elías & V. C. Souza
45. Agalinis navasotensis Dubrule & Canne-Hill.
46. Agalinis neoscotica (Greene) Fernald
47. Agalinis obtusifolia Raf.
48. Agalinis oligophylla Pennell
49. Agalinis peduncularis (Benth.) Pennell
50. Agalinis pennellii Barringer
51. Agalinis plukenetii (Elliott) Raf.
52. Agalinis pulchella Pennell
53. Agalinis purpurea (L.) Pennell
54. Agalinis ramossisima (Benth.) D' Arcy
55. Agalinis ramulifera Barringer
56. Agalinis reflexidens (Herzog) D' Arcy
57. Agalinis rigida (Gillies ex Benth.) D' Arcy
58. Agalinis scarlatina (Herzog) D' Arcy
59. Agalinis schwackeana (Diels) V. C. Souza & Giul.
60. Agalinis setacea (Walter) Raf.
61. Agalinis skinneriana (Alph. Wood) Britton
62. Agalinis stenantha (Diels) D' Arcy
63. Agalinis strictifolia (Benth.) Pennell
64. Agalinis tarijensis (R. E. Fr.) D' Arcy
65. Agalinis tenella Pennell
66. Agalinis tenuifolia (Vahl) Raf.
67. Agalinis viridis (Small) Pennell

## Sinonimi
- Chytra C.F.Gaertn.
- Gerardia Benth.
- Otophylla Benth.
- Tomanthera Raf.
- Virgularia Ruiz & Pav.
- Schizosepala G.M.Barroso